# Professor T. (serie televisiva tedesca)
Professor T. è una serie televisiva tedesca diretta da Thomas Jahn. È un adattamento dell'omonima serie belga del 2015. È stata trasmessa in quattro stagioni dal 4 febbraio 2017 all'8 maggio 2020 su ZDF e le ultime due stagioni sul portale online ZDFmediathek.
In Italia, la serie va in onda dal 14 ottobre 2018 su Rai 2.
Alla fine di agosto 2018, ZDF ha rinnovato la serie per una terza stagione, composta da 4 episodi, che è stata prima pubblicata sul portale online ZDFmediathek il 1º marzo 2019 e poi trasmessa dall'8 al 29 marzo 2019 su ZDF.
A metà settembre 2019, ZDF ha annunciato il rinnovo di una quarta ed ultima stagione di 4 episodi, che è stata distribuita in anteprima sul portale online ZDFmediathek l'8 maggio 2020 e poi andata in onda dal 15 maggio al 5 giugno 2020 su ZDF.
Sono attualmente in programma ulteriori adattamenti negli Stati Uniti, in Italia e in Danimarca.

## Trama
Il professor Jasper Thalheim, noto ai suoi studenti come Professor T., è un esperto di criminologia psicologica presso l'Università di Colonia. T. soffre di un disturbo ossessivo-compulsivo: vuole che tutto sia in ordine e pulito, pertanto indossa dei guanti medicali blu. Per la sua ex allieva Anneliese Deckert e il suo collega Daniel Winter, entrambi poliziotti del dipartimento di investigazione criminale di Colonia, il Professor T. è l'unica speranza per risolvere crimini all'apparenza irrisolvibili.
Ma lavorare con il Professor T. è molto difficile: insulta tutti quelli che ha intorno, trova immediatamente e sottolinea i punti deboli di ogni persona e vuole avere sempre ragione. Però Anneliese e Daniel sono imperturbabili e costruiscono una squadra imbattibile con il Professor T. Il commissario capo Paul Rabe disapprova e si sente escluso. Christina Fehrmann, capo del dipartimento investigazioni criminali, considera la collaborazione di T. con sentimenti contrastanti perché lei e il professore nel passato hanno avuto una relazione.

## Episodi
| Stagione         | Episodi | Prima TV Germania | Prima TV Italia |
| ---------------- | ------- | ----------------- | --------------- |
| Prima stagione   | 4       | 2017              | 2018            |
| Seconda stagione | 4       | 2018              | 2020            |
| Terza stagione   | 4       | 2019              | 2020            |
| Quarta stagione  | 4       | 2020              | 2021            |

## Premi e riconoscimenti
Nel 2017, l'attore protagonista Matthias Matschke ha vinto il premio di Miglior attore protagonista, il Professor T., al Deutscher Comedypreis.